# Drömskugga
Drömskugga är Thomas Wiehes andra studioalbum, utgivet 1974 på Silence Records (skivnummer SRS 4626). Skivan gavs ut under namnet Thomas Wiehe:s första förband.
Albumet spelades in sommaren 1974 i Studio Decibel i Stockholm av Anders Lind. På skivan medverkar bland andra Jan-Erik Fjellström på gitarr och Håkan Nyberg på trummor.

## Låtlista
Där inte annat anges är låtarna skrivna av Thomas Wiehe.
Sida A
1. "Drömskugga" – 5:10
2. "Raga vid det relativas nollpunkt" – 7:25
3. "Eremiten" – 6:25

Sida B
1. "Leve de vilda strejkerna" – 3:24 (Jan-Erik Fjellström)
2. "Huvet upp - benen ner" – 5:10
3. "Röster" – 7:55
4. "Döm själv" – 4:05

## Medverkande
- Jan-Erik Fjellström – gitarr
- Arne Franck – design
- Roland Gottlow – piano, orgel, saxofon, japansk bambuflöjt
- Anders Lind – ljudtekniker, mixning
- Håkan Nyberg – trummor
- Stefan Nylander
- Olle Sandén – bas
- Lars Strandberg – foto
- Thomas Wiehe – gitarr, sång, munspelartwork
- Torunn Östberg – artwork